# Pjotr Kusmitsch Krenizyn

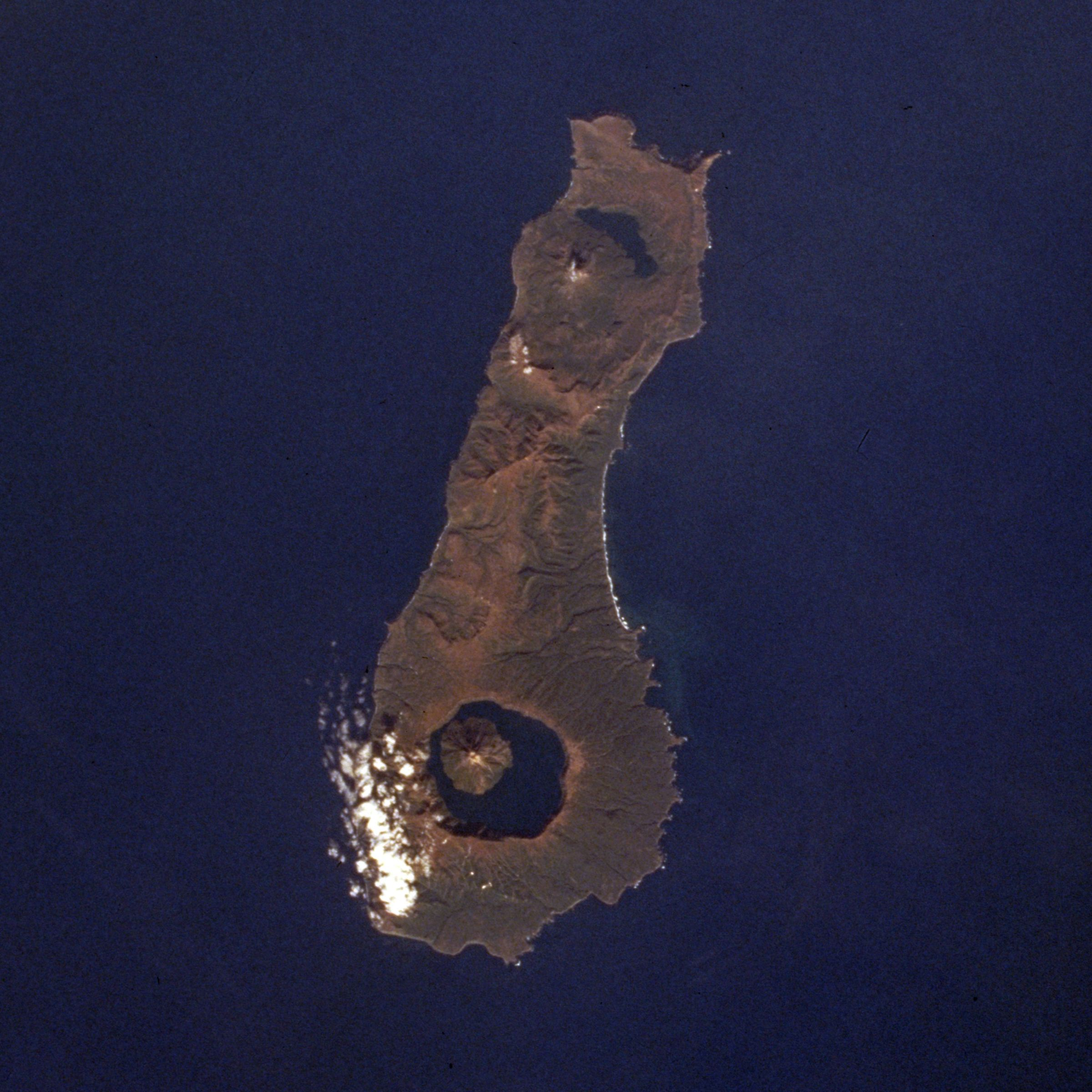
Vulkaninsel Krenizyn (unten) auf Onekotan

Pjotr Kusmitsch Krenizyn (russisch Пётр Кузьмич Креницын; * 1728; † 4. Julijul. / 15. Juli 1770greg. auf Kamtschatka) war ein russischer Entdecker.
Krenizyn trat 1742 in das Marinekadettenkorps ein. Er wurde im darauffolgenden Jahr zum Gardemarin und 1748 zum Midshipman befördert. Im Siebenjährigen Krieg befehligte er 1760 die Bombarde Jupiter bei der Belagerung von Kolberg.
Katharina II. ernannte Krenizyn 1764 zum Leiter einer geheimen Expedition, die im Fernost die Küsten Nordamerikas erforschen und einen Seeweg aus dem Arktischen Ozean in den Pazifik finden sollte, und Miichail Lewaschow zu seinem Assistenten. Ende 1765 wurde Ochotsk erreicht und der Winter genutzt, um Schiffe zu bauen und vorhandene instand zu setzen. Im Herbst 1766 segelte die Flotte nach Kamtschatka, an deren Küste alle Schiffe beschädigt wurden. Die notwendigen Reparaturen verzögerten den Beginn der Expedition um ein weiteres Jahr. Im Sommer 1768 fuhr Krenizyn mit zwei Schiffen, der von ihm befehligten Sw. Ekaterina und der Sw. Pawel unter dem Kommando von Lewaschow, aus dem Hafen von Nischne-Kamtschatsk und erreichte einen Monat später Unalaska. Nachdem hier Trinkwasser aufgenommen worden war, kartierte er die heute Krenitzin Islands genannten Inseln. Krenizyn beschloss, in der Isanotski Strait an der Spitze der Alaska-Halbinsel zu überwintern. 36 von 71 Männern seines Schiffs starben während der Überwinterung an Unterernährung und Skorbut. Lewaschow, der den Winter mit der Sw. Pawel in der Unalaska Bay verbrachte, verlor dagegen nur drei Männer seiner Besatzung. Beide Schiffe kehrten nach Nischne-Kamtschatsk zurück. Krenizyn ertrank am 15. Juli 1770 im Fluss Kamtschatka.
Neben den Krenitzin Islands der Aleuten sind auch die Vulkaninsel Krenizyn im Kolzewoje-See der Insel Onekotan und die Krenizyn-Straße der Kurilen nach Pjotr Krenizyn benannt.